# 南東
南東（なんとう）は、8方位の1つ。東南ともいう。南と東の中間で、方位角は135°である。反対の方位は北西。
南北を先にする表し方は西洋からの習慣であり、東西を先にする表し方は東洋からの習慣である。

## 古方位

古代中国の世界観では天は円形で地は方形とされ、東南は方形の四隅（これを四維という）の一つに位置するとされた。
前漢の書籍『淮南子』天文訓では冬至の日に太陽が出るところが東南維とされている。他の古方位では十二支で辰巳、八卦で巽で表された。このため日本では十二支の和訓からこの方角のことをたつみといい、巽の訓にも当てた。さらに細かく十二支・八卦に十干を交えた二十四方位でも巽が用いられる。